# بيني ألون
بيني ألون (بالعبرية: בני אלון‏) (13 سبتمبر 1950 في إسرائيل - ) هو لاعب كرة قدم إسرائيلي في مركز الوسط. لعب مع هبوعيل حيفا وشيكاغو ستينغ.